# Love Is Embarrassing
«Love Is Embarrassing» (estilizado en minúsculas) es una canción de la cantautora estadounidense Olivia Rodrigo, perteneciente a su segundo álbum de estudio, Guts (2023). Rodrigo escribió la canción con su productor, Dan Nigro. Se publicó como novena canción del álbum el 8 de septiembre de 2023, cuando Geffen Records la puso a la venta. Una canción new wave, «Love Is Embarrassing» tiene una letra autodespreciativa en la que Rodrigo se burla del chico que le gustaba y expresa vergüenza por lo mucho que se sentía atraída por él.
Los críticos musicales consideraron que el lirismo de «Love Is Embarrassing» era relacionable y elogiaron la producción y la interpretación de Rodrigo, al que también compararon con otros artistas. La canción alcanzó el top 30 en Australia, Canadá, Irlanda, Nueva Zelanda y Estados Unidos y entró en las listas de otros países, recibiendo la certificación de oro en Australia, Brasil y Canadá. Rodrigo incluyó la canción en el repertorio de canciones de su gira de conciertos de 2024, Guts World Tour. Sufrió un problema de vestuario mientras interpretaba la canción durante la gira en Londres, que según los críticos supo manejar bien.

## Antecedentes y lanzamiento

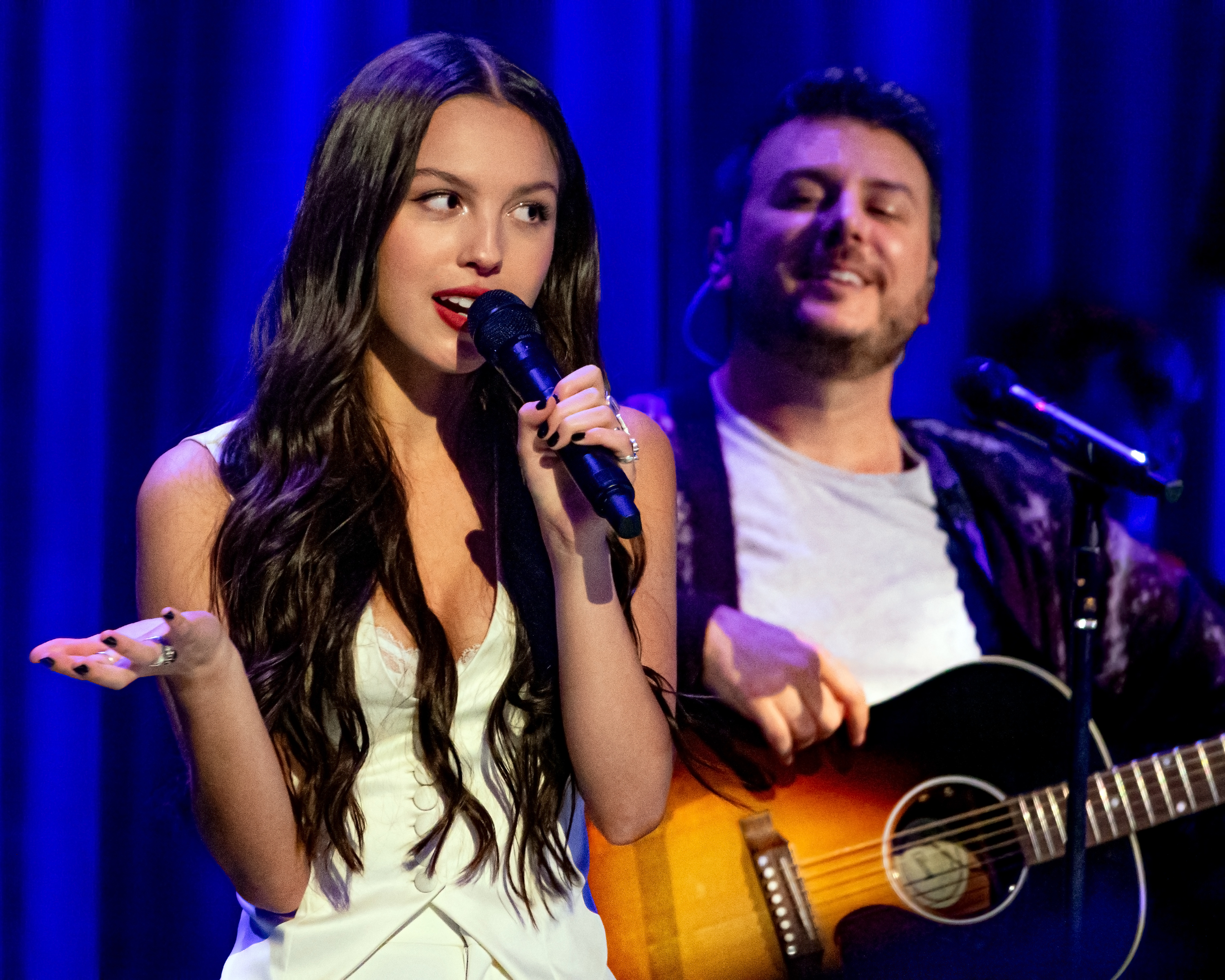
«Love Is Embarrassing» fue la última canción que Olivia Rodrigo y Dan Nigro decidieron incluir en Guts (2023).

El álbum de estudio debut de Olivia Rodrigo, Sour (2021), se publicó en mayo de 2021, tras lo cual decidió tomarse un descanso de la composición de canciones durante seis meses. Concibió el siguiente álbum, Guts, a la edad de 19 años, mientras experimentaba «mucha confusión, errores, incomodidad y angustia adolescente a la vieja usanza». Dan Nigro volvió para producir todos y cada uno de los temas. Escribieron más de 100 canciones, de las cuales Rodrigo incluyó las más rockeras en el álbum porque suscitaron una mayor reacción del público en los conciertos. Guts se creó a lo largo de 10 meses: los primeros ocho se dedicaron a componer y grabar, y los dos últimos a mezclar y afinar.
A la mañana siguiente, tras pasar una noche en la que Rodrigo se quedó en la cama repasando todos los momentos embarazosos de su vida y avergonzándose de sí misma, escribió «Love Is Embarrassing» como última canción para el álbum en el salón de su casa. Se la presentó a Nigro sólo cinco días antes de la fecha prevista para la entrega de Guts, y fue incluida en el álbum a pesar de que él pensaba que no era una buena idea. Rodrigo anunció el título del álbum el 26 de junio de 2023, y su sencillo principal, «Vampire», se publicó cuatro días después. El 1 de agosto de 2023 reveló la lista de canciones del álbum, que incluyó a «Love Is Embarrassing» como noveno tema. La canción estuvo disponible para descarga digital en el álbum, que salió a la venta el 8 de septiembre de 2023. Se utilizó en un anunció que Rodrigo lanzó en colaboración con Sony en noviembre de 2023.

## Composición
«Love Is Embarrassing» dura dos minutos y 34 segundos. Nigro se encargó de la producción y la producción vocal, y la diseñó junto a Dave Schiffman. Nigro tocó la guitarra acústica, la guitarra eléctrica, el bajo, el sintetizador y la programación de batería; Garrett Ray tocó la batería; y Sam Stewart tocó la guitarra. Serban Ghenea mezcló la canción en los SLS Studios de Londres con la ayuda de Bryce Bordone, y Randy Merrill la masterizó. La grabación tuvo lugar en los Amusement Studios y los East West Studios de Los Ángeles.
«Love Is Embarrassing» es una canción new wave con influencias de riot grrrl y pop rock. Rob Sheffield, de Rolling Stone, la describió como un «impecable tributo a la new wave de los ochenta» y uno de los «bops [que] apuestan por una onda new wave de sintetizador/guitarra de los ochenta» de Guts. El estribillo de la canción incluye guitarras animadas y un ritmo de estilo new wave, y su puente recibió comparaciones con el trabajo de Devo. El tono de Rodrigo transmite un desencanto total con un interés amoroso, cambiando constantemente su forma de cantar; Sheffield cree que canta con un «hipo en la voz» que recuerda a Dale Bozzio. Comparó la fusión de sintetizadores y guitarras con The Cars, The Go-Go's y Missing Persons, mientras que Lucas Martins, de Beats Per Minute, pensó que «la soltura y la fanfarronería de rockstar» de Rodrigo evocaban a Debbie Harry. Otros artistas con los que se comparó a la canción fueron Two Door Cinema Club, Kelly Clarkson, Marina and the Diamonds, Karen O, Bryan Ferry, Kathleen Hanna, Paramore y Alvvays.
Según Jon Caramanica, de The New York Times, y Mikael Wood, de Los Angeles Times, el título de «Love Is Embarrassing» hace referencia al sencillo de 2013 de Sky Ferreira, «Everything Is Embarrassing». «Love Is Embarrassing»  tiene una letra autocrítica, en la que Rodrigo se burla del chico que le gustaba y se avergüenza de lo mucho que se sentía atraída por él. Relata cómo informó a sus amigas de que él era «el elegido» apenas un mes después de conocerle, tras lo cual él la decepcionó inmediatamente. Rodrigo revalúa sus sentimientos y llega a la conclusión de que el amor es «jodidamente vergonzoso», describiendo al chico como «un raro perdedor de segunda fila» que no merece su tiempo. Se arrepiente de haberle consolado cuando su exnovia empezó a salir con un nuevo hombre y recuerda su enfado cuando él encontró a otra chica que era como Rodrigo. A pesar de esta experiencia, Rodrigo admite que sigue fantaseando con dramas románticos en su mente y que seguirá buscando el amor: I'm planning out my wedding with some guy I'm never marrying / I'm giving up, I'm giving up, but I keep coming back for more («Estoy planeando mi boda con algún chico con el que nunca me casaré / Me rindo, me rindo, pero sigo volviendo por más»). Billboard, describió la canción como un «diario de un joven con el corazón roto».

## Recepción crítica
«Love Is Embarrassing» recibió críticas positivas de los críticos musicales, algunos de los cuales destacaron su producción. Heather Phares, de AllMusic, y Paolo Ragusa, de Consequence, la consideraron un tema destacado de Guts. Lipshutz creía que la canción encontraría un público entre los fans de la new wave y demostraba el talento sin igual de Rodrigo para mezclar una profunda exploración de géneros musicales con historias íntimas y de diario sobre el desamor juvenil. Caramanica creía que demostraba cómo Rodrigo no había cedido a la presión de trabajar con productores pop como Max Martin había optado por un sonido intimista, y Martins pensaba que temas como Guts prometían a Rodrigo un futuro brillante en la música rock. Por otra parte, Gabriel Saulog, de Billboard Philippines , opinó que la canción era una de las más débiles y olvidables de Guts y que le habría venido bien una duración más larga, pero que sus animados acordes eran agradables.
Wood y Matthew Kim, de The Line of Best Fit, comentaron la interpretación vocal de Rodrigo. Wood cree que mostró un fraseo vocal maleable, capaz de seguir el ritmo de las guitarras distorsionadas. Kim pensó que su autocrítica en la línea Jesus, what was I even doing? («Jesús, ¿qué estaba haciendo?») amplificaba y complementaba el variado espectro de emociones del álbum.
Críticos como Lipshutz y Emma Specter, de Vogue, también elogiaron el lirismo de «Love Is Embarrassing» y lo consideraron accesible. Lipshutz creía que la canción podría gustar a cualquiera que haya llorado por una expareja y se haya arrepentido después. Nick Levine, de BBC News, pensó que, a pesar de estar ambientada en la secundaria, podría llegar a un público de muchas edades. Caramanica creía que «Love Is Embarrassing» mostraba la extraordinaria pureza compositiva de Rodrigo, que captaba emociones crudas incluso en las letras más estilizadas. Charles Lyons-Burt, de Slant Magazine, creía que su lirismo se había vuelto más preciso, lo que mejoraba la resonancia tanto de su autocrítica como de sus críticas a los demás, y que canciones como «Love Is Embarrassing» revelaban diferentes actitudes o emociones con cada escucha debido a su núcleo conflictivo.
En septiembre de 2023, Sheffield clasificó «Love Is Embarrassing» como la vigésima mejor canción de Rodrigo, eligiendo You found a new version of me/And I damn near started World War 3 («Encontraste una nueva versión de mí/Y casi comencé la Tercera Guerra Mundial») como su letra favorita de la canción. Nylon incluyó la letra junto a Just watch as I crucify myself/For some weird second string/Loser who's not worth mentioning («Solo mira cómo me crucifico a mí misma/Por algún raro de segunda categoría/Fracasado que no vale la pena mencionar») en su lista de las letras más impecables de Guts, y GQ incluyó esta última en su lista de las letras más destacadas y «más viscerales» del álbum. Ragusa cree que esta última es un ejemplo de su sofisticada forma de componer canciones, destacando la elección de la palabra «crucificar» como inmensamente teatral y la descripción del enamoramiento como absolutamente hilarante.

## Recepción comercial
«Love Is Embarrassing» debutó en el número 25 de la lista Billboard Hot 100 de Estados Unidos publicada el 23 de septiembre de 2023. En Canadá, la canción entró en el número 29 del Canadian Hot 100 emitido para la misma fecha y fue certificada de oro por Music Canada. En el Reino Unido, debutó en el número 24 de la Official Audio Streaming Chart y en el número 21 de Billboard. Recibió una certificación de plata en el Reino Unido por parte de la Industria Fonográfica Británica, y la Official Charts Company la declaró su vigésima canción más escuchada en el país en febrero de 2024.
En Australia, «Love Is Embarrassing» entró en el número 26 y fue c1ertificado disco de oro por la Australian Recording Industry Association. La canción debutó en el número 23 en Nueva Zelanda. Llegó al número 22 en la lista Billboard Global 200. También alcanzó las listas nacionales de discos en el número 14 de la lista Heatseeker de Suecia, el número 20 en Irlanda, el número 66 en Grecia y el número 67 en Portugal. La canción recibió la certificación de oro en Brasil.

## Presentaciones en vivo

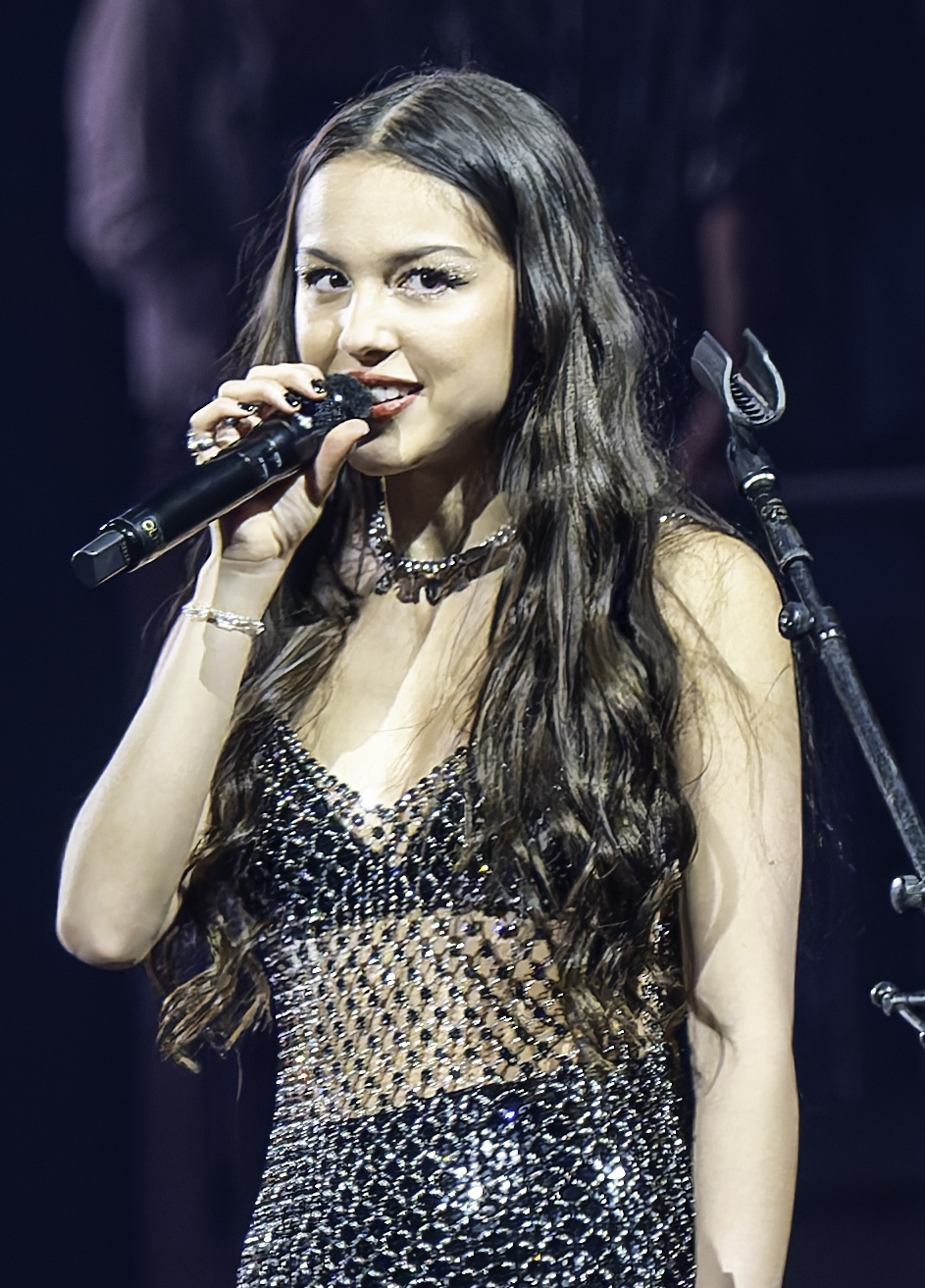
Rodrigo interpretando la canción en la gira Guts World Tour en mayo de 2024

Rodrigo abrió su concierto Tiny Desk en diciembre de 2023 interpretando «Love Is Embarrassing». La canción se incluyó en el repertorio de canciones de su gira de conciertos de 2024, Guts World Tour. La actuación contiene elementos de la canción de 1982 de Toni Basil, «Mickey». Rodrigo realiza una coreografía con bailarinas de fondo, que «pretende ser tonta y, bueno, vergonzosa», según Celia Almeida, del Miami New Times; Tomás Mier, de Rolling Stone, cree que canaliza a artistas pop como Cyndi Lauper, y Audrey Gibbs, de The Tennessean, compara a las bailarinas con la formación de «Cell Block Tango» del musical Chicago (1975).
Mientras Rodrigo reinterpretaba la canción en su concierto de la gira en el The O2 Arena, en Londres, los cordones de su top bandeau se rompieron. Lo sujetó para evitar que se cayera, llamando la atención de una bailarina que intentó arreglarlo, mientras el grupo seguía interpretando coreografías llenas de energía. Rodrigo moderó ligeramente su baile durante el primer estribillo cuando se produjo el fallo de vestuario, declarando: «Esto es jodidamente vergonzoso. He estado a punto de enseñarles algo, pero ya está bien», y continuó con la coreografía prevista en el segundo estribillo. Los críticos alabaron su forma de manejar la situación, y Sammi Burke, de Parade, opinó que la voz de Rodrigo se mantuvo firme en todo momento. Sydney Bucksbaum, de Entertainment Weekly, y Logan DeLoye, de iHeartRadio, opinaron que, al igual que Rodrigo, la bailarina también completó a la perfección la enérgica coreografía sin soltarse de la parte superior, como si estuviera planeado.

## Créditos y personal
Los créditos están adaptados de las notas del álbum de Guts.
- Dan Nigro – productor, compositor, ingeniero, guitarra acústica, guitarra eléctrica, productor vocal, bajo, sintetizador, programación de batería, coros
- Olivia Rodrigo – voz, coros, compositora
- Garrett Ray – batería
- Sam Stewart – guitarra
- Dave Schiffman – ingeniero
- Randy Merrill – masterización
- Serban Ghenea – mezcla
- Bryce Bordone – asistente de mezcla

## Posicionamiento en listas
| Lista (2023)                                  | Mejor posición |
| --------------------------------------------- | -------------- |
| Australia (ARIA)                              | 26             |
| Global 200 (Billboard)                        | 22             |
| Canadá (Canadian Hot 100)                     | 29             |
| Estados Unidos (Billboard Hot 100)            | 25             |
| Estados Unidos (Hot Rock & Alternative Songs) | 6              |
| Grecia (IFPI)                                 | 66             |
| Irlanda (Billboard)                           | 20             |
| Nueva Zelanda (Recorded Music NZ)             | 23             |
| Portugal (AFP)                                | 67             |
| Reino Unido (Billboard)                       | 21             |
| Reino Unido (Streaming) (OCC)                 | 24             |
| Suecia (Heatseeker) (Sverigetopplistan)       | 14             |

| Lista (2023)                                  | Mejor posición |
| --------------------------------------------- | -------------- |
| Estados Unidos (Hot Rock & Alternative Songs) | 75             |

## Certificaciones
| País                                                                   | Certificación | Ventas   |
| ---------------------------------------------------------------------- | ------------- | -------- |
| Australia (Music Canada)                                               | Oro           | 35,000‡  |
| Brasil (Pro-Música Brasil)                                             | Oro           | 20,000‡  |
| Canadá (Music Canada)                                                  | Oro           | 40,000‡  |
| Reino Unido (BPI)                                                      | Plata         | 200,000‡ |
| ‡ Cifras de ventas y streaming basadas únicamente en la certificación. |               |          |